# Kniphofia thodei
Kniphofia thodei är en grästrädsväxtart som beskrevs av John Gilbert Baker. Kniphofia thodei ingår i Fackelliljesläktet som ingår i familjen grästrädsväxter. Inga underarter finns listade i Catalogue of Life.